# گناه نخستین تاکوپی
گناه نخستین تاکوپی (ژاپنی: タコピーの原罪 هپبورن: Takopī no Genzai) یک مجموعه مانگای تحت وب ژاپنی است که توسط تایزان ۵ نوشته و مصورسازی شده است. این مجموعه از دسامبر ۲۰۲۱ تا مارس ۲۰۲۲ در پلتفرم وب شوئیشا، شونن جامپ+ منتشر شد و فصل‌های آن در دو جلد تانکوبون گردآوری شده‌اند. با الهام از نسخهٔ مانگا یک پویانمایی شبکه اصلی (اواِن‌اِی) شش قسمتی نیز توسط اِنیشیا دستمایه اقتباس قرار گرفت که از ژوئن ۲۰۲۵ پخش شد.

## داستان
در سال ۲۰۱۶، ننو-آنو-کی‌اف، یک موجود فضایی که از سیاره هَپی آمده بود، برای گسترش شادمانی به دیگران، روی زمین فرود آمد. پس از فرار از دست مأموران فدرال، او با شیزوکا کوزه، دختر ۹ ساله‌ای روبرو می‌شود که توسط همکلاسی‌اش مارینا کیرارازاکا بی‌رحمانه مورد قلدری قرار می‌گیرد، و تنها با سگش چاپی تسلی می‌یابد. شیزوکا با توجه به اینکه شبیه اختاپوس می‌باشد، نام این موجود فضایی را تاکوپی می‌گذارد. تاکوپی تصمیم می‌گیرد از ابزارهای شادمانی سیاره‌شان برای کمک به شیزوکا استفاده کند، اما تاکوپی بعد از دیدن صورت خراشیده و کبود او در حالی که افسار چاپی را در دست داشت، یکی از ابزارهای تاکوپی را درخواست می‌کند و از آن برای خودکشی استفاده می‌کند. تاکوپی با درک جدیت شرایط، از ابزار دیگری برای سفر به گذشته استفاده می‌کند، به این امید که بتوانند زندگی شیزوکا را بهبود بخشند. 
بعد از اینکه مارینا عمداً توسط چاپی گاز گرفته می‌شود تا او را به دام نهاد کنترل حیوانات بیندازد، در یکی از حلقه‌های زمانی، در جریان درگیری بین شیزوکا و مارینا، تاکوپی با استفاده از دوربین شادمانی، مارینا را به قتل می‌رساند. دوربین پس از این اتفاق خرد می‌شود و هرگونه شانسی برای برگرداندن زمان را از بین می‌برد. تاکوپی که از پنهان کردن این جنایت ناامید شده بود، با کمک همکلاسی شیزوکا، نائوکی آزوما، جسد مارینا را داخل یکی از گجت‌های آن دفن کرد و سپس شکل ظاهری مارینا را به خود گرفت.

## شخصیت‌ها
تاکوپی (タコピー Takopī) / ننو-آنو-کی‌اف (んうえいぬkf)
صداگذاری شده توسط: کورومی مامیا (PV، صدای کمیک، انیمه)
یک موجود فضایی هپیان از سیارهٔ هپی که شبیه اختاپوس است. هدف تاکوپی گسترش شادمانی به دیگران از طریق ابزارهای مختلف سیاره خود است، هرچند جهان‌بینی معصومانه و ساده‌انگارانه‌شان در مواجهه با اخلاق و طبیعت پیچیدهٔ انسان‌ها به چالش کشیده می‌شود.
شیزوکا کوزه (久世 しずか Kuze Shizuka)
صداگذاری شده توسط: رینا اوئدا (PV، صداپیشه کمیک، انیمه)
دختر جوانی که تاکوپی پس از ورودش به زمین با او دوست می‌شود. او به دلیل شغل مادرش به عنوان زن تن‌فروش، مورد قلدری در مدرسه قرار می‌گیرد و تنها در خانه با سگ خانگی‌اش، چاپی، آرامش پیدا می‌کند. اما پس از اینکه مارینا عمداً توسط چاپی گاز گرفته می‌شود، او توسط انجمن کنترل حیوانات برده می‌شود، و شیزوکا دست به خودکشی می‌زند. خوشبختانه شیزوکا توسط تاکوپی که زمان را به عقب بر می‌گرداند، نجات پیدا می‌کند. با گذشت زمان، او به آرامی شروع به از هم پاشیدن می‌کند، زیرا احساس می‌کند تنهاست.
مارینا کیرارازاکا (雲母坂 まりな Kirarazaka Marina)
صداگذاری شده توسط: هونوکا کوروکی (صداپیشه کمیک)، کونومی کوهارا (انیمه)
همکلاسی شیزوکا که او را مورد آزار قرار می‌دهد و اغلب وضعیت خانواده‌اش را مسخره می‌کند. بعداً مشخص می‌شود که مارینا قربانی سوءاستفاده مادرش بوده است، زیرا پدرش به او خیانت کرده و با مادر شیزوکا رابطه داشته است. تاکوپی در نهایت به‌طور تصادفی توسط دوربین شادمانی مارینا را می‌کشد و جای او را می‌گیرد، اما خیلی زود متوجه می‌شود که این کار بیشتر به ضرر آن‌ها شده است تا اینکه فایده‌ای داشته باشد. تاکوپی در نهایت خود را فدا می‌کند تا خط زمانی را از بسازد و آینده‌ای بهتر برای شیزوکا و مارینا رقم بزند.
نائوکی آزوما (東 直樹 Azuma Naoki)
صداگذاری شده توسط: آنا ناگاسه (انیمه)
همکلاسی شیزوکا که سعی می‌کند به هر طریقی از او حمایت کند، با وجود اینکه شیزوکا بارها کمک او را رد کرده است. بعدها مشخص می‌شود که نائوکی توسط مادرش تحت فشار بوده است، زیرا او را با برادر بزرگترش که بسیار با استعدادتر از او بود، مقایسه می‌کرده است. نائوکی سرانجام از وجود تاکوپی و مرگ مارینا باخبر می‌شود و با سرپوش گذاشتن بر این موضوع به شیزوکا کمک می‌کند.